# Barbara Świątek-Żelazna
Barbara Świątek-Żelazna (ur. 24 kwietnia 1937 w Nowym Wiśniczu) – polska flecistka, profesor sztuki od 1971 r. Wieloletni kierownik Katedry Instrumentów Dętych, Perkusji i Akordeonu Akademii Muzycznej w Krakowie, w latach 1999–2002 rektor Akademii.

## Życiorys
Ukończyła Państwową Wyższą Szkołę Muzyczną w Krakowie w klasie fletu Wacława Chudziaka (1962) i kontynuowała studia w Konserwatorium Paryskim pod kierunkiem Gastona Crunelle’a. Jest laureatką konkursów w Wiedniu, Helsinkach i Utrechcie – jako członek (do 1978 r.) laureata tego konkursu, Zespołu MW 2. Zainicjowała Międzynarodowy Konkurs Fletowy w Krakowie. Jest również jurorką podczas Polskiego Festiwalu Fletowego w Sieradzu.
Swoje kompozycje dedykowali jej m.in. Krzysztof Meyer, Krystyna Moszumańska-Nazar, Adam Walaciński, Bogusław Schaeffer, Krešimir Fribec.
W 1964 r. została nagrodzona statuetką Orfeusza przyznaną jej przez Komitet Organizacyjny Międzynarodowego Festiwalu Muzyki Współczesnej „Warszawska Jesień” za najciekawszą kreację VIII-ej edycji tego Festiwalu – interpretację utworu „Synchronisms I” M. Davidovsky’ego.
W 1999 odznaczona Krzyżem Oficerskim Orderu Odrodzenia Polski oraz Złotym Medalem Zasłużony Kulturze Gloria Artis.
W 2019 została wyróżniona przez macierzystą uczelnię honorowym tytułem doctora honoris causa. Jest inicjatorką powstania Międzynarodowego Konkursu Fletowego w Krakowie i przewodniczącą jury tego konkursu.